# Шюллер
Шюллер (нім. Schüller) — громада в Німеччині, розташована в землі Рейнланд-Пфальц. Входить до складу району Вульканайфель. Складова частина об'єднання громад Обере-Киль.
Площа — 4,36 км2. Населення становить 285 ос. (станом на 31 грудня 2020).

## Галерея

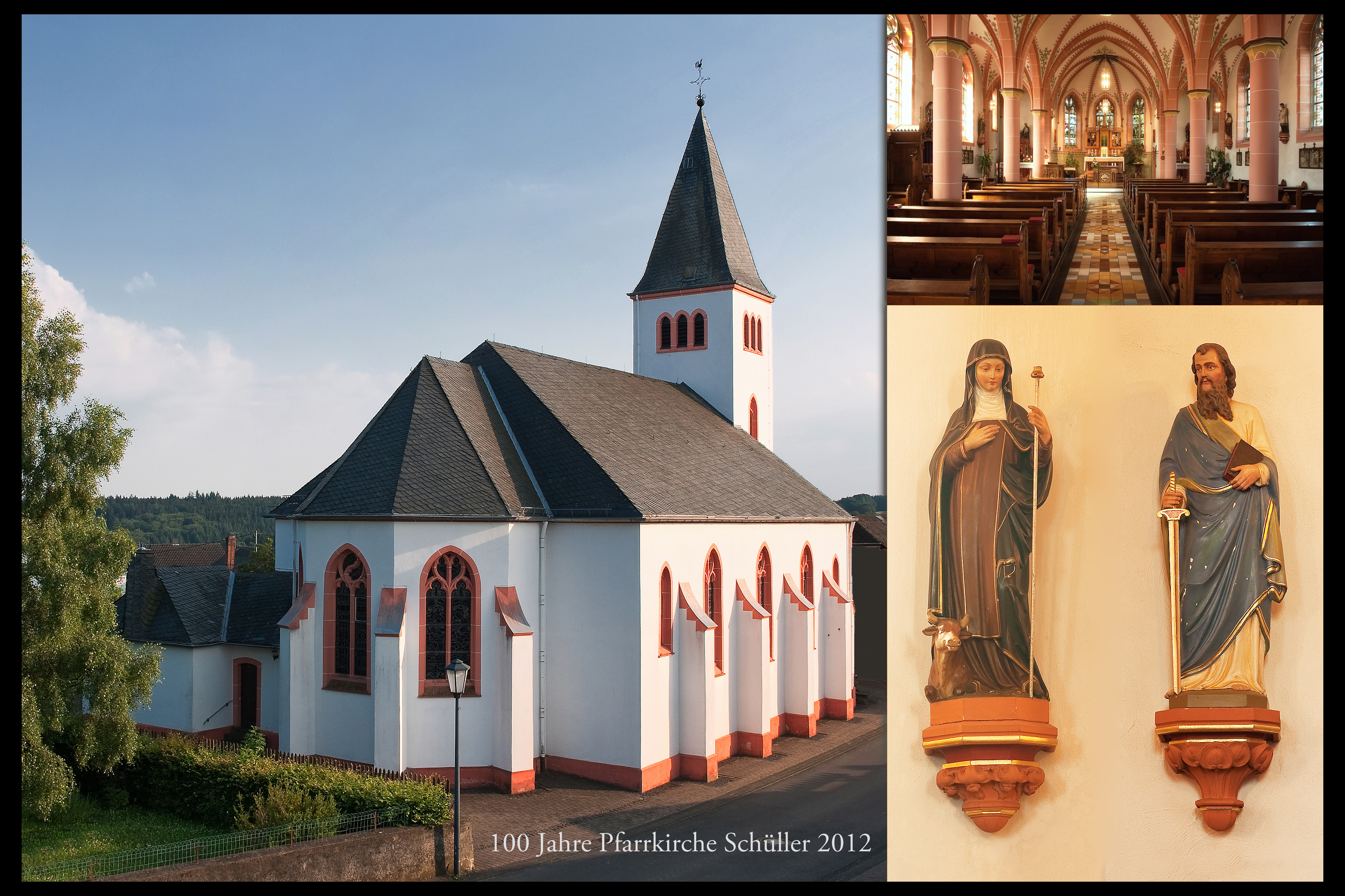